# Jennifer Lame
Jennifer Lame es una editora de cine estadounidense. Es conocida por su trabajo en Manchester by the Sea, Hereditary, Tenet, Black Panther: Wakanda Forever y las películas de Noah Baumbach. En 2023, editó Oppenheimer de Christopher Nolan, por la que ganó el Premio de la Academia al Mejor Montaje en la 96.ª edición de los Premios Óscar. Está casada con el productor de cine Craig Shilowich.

## Carrera
Jennifer Lame comenzó a editar películas con Price Check. Se ha convertido en colaboradora recurrente en las películas de Noah Baumbach, incluidas Frances Ha, Mientras somos jóvenes, Mistress America, The Meyerowitz Stories, y Marriage Story. También editó Paper Towns, Manchester by the Sea, Tyrel, Hereditary, Midsommar, Tenet, Black Panther: Wakanda Forever, y Oppenheimer.

## Filmografía

### Película
| Año  | Título                             | Director                   | Notas | Ref.                 |
| ---- | ---------------------------------- | -------------------------- | --- | -------------------- |
| 2007 | Before the Devil Knows You're Dead | Sidney Lumet               | Aprendiz | [ 2 ]                |
| 2007 | Reservation Road                   | Terry George               | Aprendiz | [ 2 ]                |
| 2009 | Sorry, Thanks                      | Dia Sokol Savage           | Asistente | [ 2 ]                |
| 2009 | The Lovely Bones                   | Peter Jackson              | Segunda asistente | [ 2 ]                |
| 2011 | Almost Perfect                     | Bertha Bay-Sa Pan          | Asistente | [ 2 ]                |
| 2012 | Price Check                        | Michael Walker             | | [ 2 ]                |
| 2012 | Frances Ha                         | Noah Baumbach              | Primera colaboración con Noah Baumbach | [ 3 ]                |
| 2014 | While We're Young                  | Noah Baumbach              | Segunda colaboración con Noah Baumbach | [ 4 ]                |
| 2015 | Paper Towns                        | Jake Schreier              | Con Jacob Craycroft | [ 8 ]                |
| 2015 | Mistress America                   | Noah Baumbach              | Tercera colaboración con Noah Baumbach | [ 5 ]                |
| 2016 | De Palma                           | Noah Baumbach Jake Paltrow | Editora adicional Cuarta colaboración con Noah Baumbach | [ 5 ]                |
| 2016 | Manchester by the Sea              | Kenneth Lonergan           | Nominada - American Cinema Editors Award a la mejor película editada - Dramatic Nominada - Premio BAFTA a la mejor edición Nominada - Premio de la Asociación Central de Críticos de Cine de Ohio a la mejor edición de películas | [ 9 ] [ 16 ] [ 17 ]  |
| 2017 | The Meyerowitz Stories             | Noah Baumbach              | Quinta colaboración con Noah Baumbach | [ 6 ]                |
| 2018 | Tyrel                              | Sebastián Silva            | | [ 10 ]               |
| 2018 | Hereditary                         | Ari Aster                  | Primera colaboración con Ari Aster | [ 11 ]               |
| 2019 | Midsommar                          | Ari Aster                  | Editora adicional Segunda colaboración con Ari Aster | [ 12 ]               |
| 2019 | Marriage Story                     | Noah Baumbach              | Sexta colaboración con Noah Baumbach Nominada - Premio de la Asociación de Editores de Cine de América al Mejor Montaje de largometraje - Drama Nominada - Premio Satellite al Mejor Montaje Nominada - Premio de la Sociedad de Críticos de Cine de San Diego al Mejor Montaje Nominada - Premio de la Asociación de Críticos de Cine de St. Louis Gateway al Mejor Montaje de largometraje | [ 7 ]                |
| 2020 | Tenet                              | Christopher Nolan          | Primera colaboración con Christopher Nolan Nominada - Premio de la Asociación de Críticos de Cine de Chicago al Mejor Montaje Nominada - Premio de la Crítica Cinematográfica al Mejor Montaje Nominada - Premio Círculo de Críticos de Cine de Londres 2020 - Logro Técnico del Año Nominada - Premio de la Sociedad de Críticos de Cine en Línea al Mejor Montaje Nominada - Premio de la Sociedad de Críticos de Cine de San Diego al Mejor Montaje Nominada - Premio Círculo de Críticos de Cine de la Bahía de San Francisco 2020 al Mejor Montaje Ganó - Premio de la Asociación de Críticos de Cine del Área de Washington D. C. 2020 al Mejor Montaje Nominada - Premio Saturn al Mejor Montaje | [ 18 ] [ 19 ] [ 20 ] |
| 2021 | Judas and the Black Messiah        | Shaka King                 | Editora adicional | [ 21 ]               |
| 2022 | Blonde                             | Andrew Dominik             | Editora adicional | [ 22 ]               |
| 2022 | Black Panther: Wakanda Forever     | Ryan Coogler               | Nominada - Premio Black Reel a la Edición Sobresaliente | [ 14 ] [ 23 ]        |
| 2023 | Oppenheimer                        | Christopher Nolan          | Segunda colaboración con Christopher Nolan Ganó - Premio de la Academia al Mejor Montaje Ganó - Premio de la Asociación de Editores de Cine de América al Mejor Montaje de largometraje - Drama Ganó - Premio de la Asociación de Críticos de Cine de Austin al Mejor Montaje Ganó - Premio BAFTA al Mejor Montaje Ganó - Premio de la Asociación de Críticos de Cine en Línea de Boston al Mejor Montaje Ganó - Premio de la Asociación de Críticos de Cine de Chicago al Mejor Montaje Ganó - Premio de la Crítica Cinematográfica al Mejor Montaje Ganó - Premio HPA al Mejor Montaje - largometraje Ganó - Premio de la Asociación de Críticos de Cine de Indiana al Mejor Montaje Ganó - Premio de la Sociedad de Críticos de Cine de Las Vegas al Mejor Montaje Ganó - Premio de la Sociedad de Críticos de Cine de Phoenix al Mejor Montaje Ganó - Premio Saturn al Mejor Montaje Ganó - Premio de la Asociación de Críticos de Cine de San Luis al Mejor Montaje Ganó - Premio de la Asociación de Críticos de Cine del Área de Washington D. C. al Mejor Montaje Nominada - Premio de la Asociación de Mujeres Periodistas de Cine al Mejor Montaje Nominada - Premio de la Sociedad de Críticos de Cine de Boston al Mejor Montaje Nominada - Premio de la Sociedad de Críticos de Cine de San Diego al Mejor Montaje Nominada - Premio Astra Film and Creative al Mejor Montaje Pendiente - Premio de la Asociación de Críticos de Cine de Utah al Mejor Montaje | [ 15 ]               |

### Televisión
| Año  | Título           | Director      | Notas                               | Ref.  |
| ---- | ---------------- | ------------- | ----------------------------------- | ----- |
| 2005 | La vida sencilla | Jeff Fisher   | Digitalizador Episodio: «Mortuario» | [ 2 ] |
| 2008 | Hermandad        | Varios        | Asistente 5 episodios               | [ 2 ] |
| 2009 | El filántropo    | Varios        | Asistente 7 episodios               | [ 2 ] |
| 2010 | Rubicon          | Varios        | Asistente 5 episodios               | [ 2 ] |
| 2011 | 30 Rock          | Tricia Brock  | Asistente Episodio: «Sra. Donaghy»  | [ 2 ] |
| 2012 | Smash            | Michael Mayer | Asistente Episodio: «Piloto»        | [ 2 ] |